# Santa Klara
Santa Klara (baskiska: Santa Klara uhartea; spanska: Isla de Santa Clara) är en ö i Spanien.   Den ligger i provinsen Gipuzkoa och regionen Baskien, i den norra delen av landet, 400 km norr om huvudstaden Madrid. Omgivningarna runt Santa Klara är en mosaik av jordbruksmark och naturlig växtlighet.